# العلاقات الإيطالية الفيجية
العلاقات الإيطالية الفيجية هي العلاقات الثنائية التي تجمع بين إيطاليا وفيجي.

## مقارنة بين البلدين
هذه مقارنة عامة ومرجعية للدولتين:
| وجه المقارنة                                              | إيطاليا                                                  | فيجي                                                                 |
| --------------------------------------------------------- | -------------------------------------------------------- | -------------------------------------------------------------------- |
| المساحة (كم2)                                             | 301.34 ألف                                               | 18.27 ألف                                                            |
| عدد السكان (نسمة)                                         | 60.60 مليون                                              | 915.30 ألف                                                           |
| الكثافة السكانية (ن./كم²)                                 | 201.1                                                    | 50.1                                                                 |
| العاصمة                                                   | روما، فلورنسا، تورينو                                    | سوفا                                                                 |
| اللغة الرسمية                                             | اللغة الإيطالية                                          | لغة إنجليزية، اللغة الفيجية، اللغة الفيجي الهندية، اللغة الهندستانية |
| العملة                                                    | يورو، ليرة إيطالية                                       | دولار فيجي                                                           |
| الناتج المحلي الإجمالي (بليون دولار)                      | 1.93 تريليون                                             | 5.06 مليار                                                           |
| الناتج المحلي الإجمالي (تعادل القوة الشرائية) بليون دولار | 2.26 تريليون                                             | 8.32 مليار                                                           |
| الناتج المحلي الإجمالي الاسمي للفرد دولار أمريكي          | 29.96 ألف                                                | 4.96 ألف                                                             |
| الناتج المحلي الإجمالي للفرد دولار أمريكي                 | 35.46 ألف                                                | 8.79 ألف                                                             |
| مؤشر التنمية البشرية                                      | 0.873                                                    | 0.727                                                                |
| رمز المكالمات الدولي                                      | +39                                                      | +679                                                                 |
| رمز الإنترنت                                              | .it                                                      | .fj                                                                  |
| المنطقة الزمنية                                           | توقيت وسط أوروبا، ت ع م+01:00، ت ع م+02:00، أوروبا/روما ‏ | ت ع م+12:00                                                          |

## منظمات دولية مشتركة
يشترك البلدان في عضوية مجموعة من المنظمات الدولية، منها:
| علم المنظمة | اسم المنظمة                               | تاريخ انضمام إيطاليا | تاريخ انضمام فيجي |
| ----------- | ----------------------------------------- | -------------------- | ----------------- |
|             | يونسكو                                    | ?                    | 14 يوليو 1983     |
|             | مؤسسة التمويل الدولية                     | 27 ديسمبر 1956       | 12 يوليو 1979     |
|             | المركز الدولي لتسوية المنازعات الاستشارية | 28 أبريل 1971        | 10 سبتمبر 1977    |
|             | بنك التنمية الآسيوي                       | 1966                 | 1970              |
|             | منظمة حظر الأسلحة الكيميائية              | ?                    | ?                 |
|             | مؤسسة التنمية الدولية                     | 24 سبتمبر 1960       | 29 سبتمبر 1972    |
|             | منظمة التجارة العالمية                    | 1995                 | ?                 |
|             | وكالة ضمان الاستثمار متعدد الأطراف        | 29 أبريل 1988        | 24 سبتمبر 1990    |
|             | الاتحاد البريدي العالمي                   | ?                    | ?                 |
|             | الاتحاد الدولي للاتصالات                  | 1866                 | 5 مايو 1971       |
|             | منظمة الشرطة الجنائية الدولية             | ?                    | ?                 |
|             | الأمم المتحدة                             | 14 ديسمبر 1955       | 13 أكتوبر 1970    |
|             | البنك الدولي للإنشاء والتعمير             | 27 مارس 1947         | 28 مايو 1971      |
|             | المنظمة الهيدروغرافية الدولية             | ?                    | ?                 |

## وصلات خارجية
- موقع وزارة الخارجية الإيطالية
- موقع وزارة الخارجية الفيجية